# Catonia chiriquensis
Catonia chiriquensis är en insektsart som först beskrevs av Fowler 1904.  Catonia chiriquensis ingår i släktet Catonia och familjen vedstritar.
Artens utbredningsområde är Panama. Inga underarter finns listade i Catalogue of Life.